# Причулымский сельсовет
Причулы́мский сельсове́т — муниципальное образование (сельское поселение) в Ачинском районе Красноярского края. Административный центр поселения — посёлок Причулымский.

## География
Причулымский сельсовет находится севернее районного центра. Удалённость административного центра сельсовета — посёлка Причулымский от районного центра — города Ачинск составляет 30 км.

## История
Причулымский сельсовет наделён статусом сельского поселения в 2005 году.

## Население
| 2010  | 2012  | 2013  | 2014  | 2015  | 2016  | 2017  |
| ----- | ----- | ----- | ----- | ----- | ----- | ----- |
| 1388  | ↘1364 | ↘1362 | ↘1354 | ↘1326 | ↘1277 | ↘1263 |
| 2018  | 2019  | 2020  | 2021  |       |       |       |
| ↘1205 | ↘1127 | ↘1070 | ↘1051 |       |       |       |

## Состав сельского поселения
В состав сельского поселения входят 9 населённых пунктов:
| № | Населённый пункт | Тип населённого пункта          | Население |
| - | ---------------- | ------------------------------- | --------- |
| 1 | Борцы            | деревня                         | ↘113      |
| 2 | Зеленцы          | деревня                         | 7         |
| 3 | Ивановка         | село                            | ↘8        |
| 4 | Крещенка         | деревня                         | ↘30       |
| 5 | Курбатово        | деревня                         | ↗87       |
| 6 | Нагорново        | деревня                         | ↘256      |
| 7 | Причулымский     | посёлок, административный центр | ↘706      |
| 8 | Слабцовка        | деревня                         | ↘19       |
| 9 | Сосновое Озеро   | деревня                         | ↘162      |